# Surya Paloh
Surya Dharma Paloh né le 16 juillet 1951 à Banda Aceh, est un homme politique et homme d'affaires indonésien.

## Biographie
Il possède Media Group, un conglomérat qui comprend le quotidien Media Indonesia journal et MetroTV, un 24 chaîne d'information télévision d'une heure. En politique, il a été président du conseil consultatif du parti Golkar, le troisième plus grand parti politique en Indonésie. Il est également le fondateur de l'organisation de masse nationale démocrate, qui a ensuite donné naissance au Parti national démocrate le 26 juillet 2011.